# Nantigís
Nantigís (~900-914) fou bisbe d'Urgell. Sembla que fou un bisbe molt actiu per la gran quantitat de documentació sobre consagracions d'esglésies efectuades per ell, entre les quals les la de Sant Salvador de Mata el 13 de desembre de 899, Sant Víctor de Dòrria el 903, la de Santa Maria de la Quar i Sant Jaume de Frontanyà el 905, Sant Martí d'Avià el 907 i la de Santa Eugènia de Sallagosa el 913.
Fou escollit bisbe d'Urgell entre 893 i 899. De fet no se sap la data exacta, ja que no hi ha cap document que ho avali. Només se sap que l'any 893 Ingobert consagrà la seva darrera església i 899 fou la data en què Nantigís consagra la seva primera església.